# Freddy Eastwood
Freddy Eastwood (født 29. oktober 1983 i Epsom, England) er en walisisk tidligere fodboldspiller (angriber). 
Eastwood tilbragte størstedelen af sin karriere i de lavere engelske rækker, hvor han blandt andet repræsenterede Southend, Coventry og Wolverhampton.
Eastwood, der blev født i England, har walisiske aner, og havde derfor mulighed for at repræsentere Wales' landshold. Han spillede 11 kampe og scorede fire mål for holdet, som han debuterede for i en venskabskamp mod Bulgarien 22. august 2007. Han fik en fremragende debut, da han scorede det enlige mål i den walisiske sejr på 1-0. Han deltog også i flere kvalifikationskampe til både EM 2008 og VM 2014, men nåede aldrig at repræsentere Wales ved en slutrunde.